# Kotdwara
Kotdwara se encuentra en la parte norte de la India, al noroeste de Uttarakhand. Kotdwara (कोटद्वार) (o Kotdwar) es una ciudad y distrito sede en el estado indio de Uttarakhand.

## Historia
Kotdwar se llamó inicialmente Khohdwara,-es decir, una puerta de entrada a la Khoh; después de Khoh río en cuyas orillas se encuentra. Kotdwar es una transformación de este nombre. La ciudad siempre ha sido un centro comercial, y está situado en las estribaciones de Garhwal, ha desempeñado el importante papel de un proveedor de elementos esenciales a la parte alta de los cerros, como Pauri, Srinagar, Badrinath y Kedarnath.
Al igual que el resto de la región, Kotdwara fue gobernada por el Imperio Maurya bajo Ashoka el Grande, luego por la dinastía Katyuri seguida por la dinastía Panwar de Garhwal. Los Gorkhas de Nepal seguido por unos breves 12 años y luego los colonos británicos. 
Escribiendo en 1882, en el nomenclátor del Himalaya (Vol. III, n º II) ET Atkins dice que era un centro comercial pequeño pero creciente rápidamente se encuentra en un terreno llano a la orilla izquierda del Khoh. [Cita requerida] Hubo un fuerte en la colina final de esta tierra plana, para defenderse de los ladrones de las llanuras . Bazar Kotdwara, dice, fue creciendo en importancia debido en parte al cultivo introducido recientemente y debido a que "el aumento de los medios de comunicación, como hombres de montaña, en lugar de la compra de tela, gur, etc de Srinagar ahora ir directamente a este lugar donde pueden obtener todo lo que quieren a precios más bajos, y también el trueque ghi, el pimiento rojo, la cúrcuma, tela de cáñamo, cuerdas de fibras diferentes, y unos pocos ladridos y los productos de la selva, por lo que requieren para el consumo interno ". Añade que el departamento forestal tenía una gran cantidad de madera y de bambú de corte en los alrededores y que había un gran molino en el canal utilizado para moler el grano de Najibabad y Nagina. Según él, dos ferias se celebran durante la semana, los martes y viernes, frecuentado por miles de personas. La ciudad en sí, señala, "fue poblado por pequeños comerciantes de la numeración Bijnaur distrito 1.000 durante 10 meses al año, ya que un gran número de comerciantes forman Najibabad y también las colinas mantener las tiendas abiertas durante este período, sólo va para el insalubres meses de agosto y septiembre ".
Antes de la llegada del ferrocarril a Kotdwar e incluso antes de que la carretera asfaltada llegara a existir, la mayoría del comercio pasa a través de Kotdwara en carros tirados por bueyes y carretas impulsadas por caballos hasta Dugadda (Dogadda) desde donde se realizó sobre las mulas y los burros hasta la colina a colina ciudades vecinas como Pauri y Srinagar. [cita requerida]
En 1910, HG Walton informes en British Garhwal: Un diccionario geográfico de que el establecimiento de un acantonamiento en Lansdowne y la extensión de los ferrocarriles de Najibabad, tanto en el año 1887, había contribuido a la prosperidad de Kotdwara. Sin embargo, él señala que: "La ciudad ya ha pasado su mejor momento y está disminuyendo rápidamente como ceras Dugadda" - una situación que ahora se ha invertido completamente. Mr. Walton informes que las tiendas ya no se cierran durante las lluvias como las condiciones sanitarias de la ciudad había mejorado, y que durante el invierno la ciudad era un concurrido mercado que atiende a los residentes de la región que todos hacían sus compras aquí.
Una vez que la carretera asfaltada se extendió más allá de Kotdwara en 1920, el destino de la ciudad se convirtió en ascenso. Mecanizada transporte comenzó a llevar la mayor parte de los bienes de la cabeza del carril en Kotdwara directamente a los pueblos de montaña y ciudades. Empresarios de Dugadda comenzó a cambiar sus operaciones y casas Kotdwara. 
Incluso antes de que todo esto tíos Dhaniram Mishra y asociados habían comenzado ocupando Kotdwara a lo grande; Kashirampur cerca Kauriya era un ejemplo de ello.
Durante la época británica, Kotdwar era parte de British Garhwal, en la independencia de la India, se convirtió en una parte del distrito Pauri de Uttar Pradesh y Uttarakhand luego de la formación de este nuevo estado en 2000.